# وومن اسپورتز
مجله وومَن اسپورتز (به انگلیسی: WomenSports) نخستین مجله‌ای بود که به زنان در ورزش اختصاص داشت. این مجله را بیلی جین کینگ تحت نظر بنیاد ورزش زنان خود راه‌اندازی کرد. در ابتدا هر شماره از این مجله شامل مقاله‌ای دو صفحه‌ای بود که توسط مدیر اجرایی بنیاد نوشته شده بود.

## تاریخ

### راه‌اندازی وومَن اسپورتز
بیلی جین کینگ در اوایل دوران حرفه‌ای خود به عنوان تنیس‌بازی بسیار با استعداد شناخته شد. با وجود تمامی موفقیت‌هایی که در زمین بازی به دست آورد، بیلی جین کینگ همچنان احساس می‌کرد که احترام و توجهی که او و سایر ورزشکاران زن شایسته آن بودند، به آن‌ها داده نمی‌شود. نگرانی‌های او در مورد نادیده گرفتن زنان ورزشکار در رسانه‌ها زمانی بیشتر شد که او متوجه شد رسانه‌های مصور اخبار مربوط به ورزش زنان را به‌طور کافی پوشش نمی‌دهند. با در دست گرفتن امور، بیلی جین کینگ تصمیم گرفت مجله‌ای به نام وومَن اسپورتز را راه‌اندازی کند تا به ورزشکاران زن بپردازد. او می‌خواست از طریق پوشش مناسب اخبار ورزشی زنان، توجه و احترامی که زنان ورزشکار شایسته آن بودند را به آن‌ها بدهد.
در ابتدای راه‌اندازی وومَن اسپورتز به موفقیت قابل توجهی نرسید؛ در واقع، اولین شماره از مجله با انتقادات زیادی روبرو شد، چرا که به نظر می‌رسید تنها بر روی خود بیلی جین کینگ تمرکز دارد و توجهی به سایر زنان در دنیای ورزش نمی‌کند. برای رفع این مشکل، بیلی جین کینگ و ناشرانش مجبور شدند اطمینان حاصل کنند که در هر شماره جدید از مجله، ورزشکاران مختلفی را پوشش خواهند داد. از آنجا که وومَن اسپورتز بر روی پروفایل‌ها و ویژگی‌های ورزشکاران زن جدید در هر شماره تمرکز داشت، به نظر نمی‌رسید که بتواند با مجله‌ای مانند اسپورتز ایلوستریتید که به‌روزرسانی‌های هفتگی از دنیای ورزش منتشر می‌کرد، رقابت کند. با این حال، پس از انتشار چندین نسخه، بالاخره وومَن اسپورتز توانست موفقیت‌هایی کسب کند، زیرا، حتی با وجود ارتباط نزدیکش با تنیس به دلیل بیلی جین کینگ، تمام ورزش‌های اصلی که زنان در ایالات متحده بازی می‌کردند را پوشش می‌داد.

### گسترش وومَن اسپورتز
بیلی جین و لری کینگ به عنوان ناشران مجله مشغول به فعالیت بودند و جیم یورگنسن رئیس دفتر مجله بود. رزالی رایت از مجله فیلادلفیا به عنوان سردبیر مجله استخدام شد و نویسندگانی چون آن لموت، جان کارول و گرگ هوفمن نیز به کار گرفته شدند. در دوران طراحی و راه‌اندازی مجله، وومَن اسپورتز از کمک‌های ناشران مجله «خانم‌ها» بهره‌مند شد. افرادی چون پت کاربین و گلاوریا استاینم و همچنین پت کینگزلی به توسعه و گسترش وومَن اسپورتز کمک شایانی کردند.
شماره ابتدایی مجله وومَن اسپورتز (ISSN 0095-0661) که در مه ۱۹۷۴ منتشر شد، تصویر بیلی جین کینگ را بر روی جلد خود داشت. به سرعت مدتی پس از راه‌اندازی و اصلاح برخی اشتباهات، وومَن اسپورتز به تیراژ ماهانه ۲۰۰٬۰۰۰ نسخه رسید. این مجله در سال ۱۹۷۴ برنده «جایزه جِی‌سی پنی-میسوری» شد.
در سال ۱۹۷۵، تغییرات عمده آغاز شد. شروع این تغییرات زمانی کلید خورد که سردبیر مجله به‌دلیل چاپ مقاله‌ای نوشته شده توسط یک آگهی‌دهنده و بدون علامت‌گذاری به‌عنوان آگهی، اخراج شد.
شریل مک‌کال از مجله «دیپورت فری پرس» جایگزین سر دبیر قبلی شد. وومَن اسپورتز در سال ۱۹۷۶ به شرکت چارتر، که مالک مجله «رِد بوک» بود، فروخته شد و دفاتر شرکت از سان فرانسیسکو به نیویورک منتقل شدند. شریل مک‌کال در پست سردبیری مجله باقی ماند، اما مدتی بعد به مجله مجله پیپل رفت. کاتلر دورکی نیز به نیویورک منتقل شد و سپس از وومَن اسپورتز به مجله پیپل رفت و به‌عنوان سردبیر اجرایی آنجا شروع به فعالیت کرد.

### وومنز اسپورتز اند فیتنس
پس از توقف انتشار وومَن اسپورتز توسط شرکت چارتر، خانواده کینگ مالکیت مجله را دوباره به‌دست‌آورد و آن را از طریق بنیاد ورزش زنان تحت نام وومنز اسپورتز (به انگلیسی: Women's Sports) (ISSN 0163-7428) منتشر کردند و از ۱۹۷۹ تا ۱۹۸۴ به‌صورت ماهانه منتشر شد. در سال ۱۹۸۴، این مجله به انتشار دو-سه‌ماهه تغییر یافت و نام آن به وومنز اسپورتز اند فیتنس (به انگلیسی: Woman's sports and Fitness) (ISSN 8750-653X) تغییر یافت.